# 克蘭菲爾德大學
克蘭菲爾德大學（英語：Cranfield University）為一所於1969年創立於英國英格蘭頂尖研究型的大學，主校區位於貝德福郡克蘭菲爾德，分校國防管理與科技學院（Defence Academy-College of Management and Technology）位於牛津郡斯里文漢。該大學歷史可追溯至1946年的航空學院（Cranfield College of Aeronautics）及之後於1969年授予皇家憲章的克蘭菲爾德技術學院（Cranfield Institute of Technology），也因為前身為航空學校，克蘭菲爾德大學是全歐洲唯一擁有機場的大學。
克蘭菲爾德大學為英國唯一僅提供碩士與博士學位之高等學府，不頒予大學學位，因此類似倫敦商學院不參與眾多排行榜排名，為一相當具有特色並且國際化的學校。該校為專精於航太、商業管理、農業、國防、能源、生物科技、製造、工程與運輸系統、生物醫學等的研究型大學，因與工業商業和國防企業有著緊密關係，課程設計上與業界、市場密切結合，克蘭菲爾德大學得以在各領域提供極具實務課程而享譽國際。近幾年航太、商業管理、汽車賽車動力學、工程等專業領域排名皆名列前茅。克蘭菲爾德管理學院穩居英國前五，並且為取得商學院三重認證（Triple Accreditation:（AACSB、AMBA、EQUIS）的商學院之一，截至2020年全世界不到1%商學院擁有此殊榮。
該校管理學院供應鏈管理專業（Logistic / Procurement and Supply Chain Management）於英國頗負盛名，英國排名第二。戰略行銷碩士 (Strategic Marketing）位列英國前三。克蘭菲爾德航太學院至今授予英國超過50%的航太及航空工程碩士學位。
克蘭菲爾德大學近年來在學術與研究上上也有一席地位，由英格兰高等教育基金管理委员会所創立的Research Excellence Framework（REF），定期對英國高等教育進行研究成果評估檢察。克蘭菲爾德大學於2014評估中有81%的研究為「世界領先」或「國際傑出」（world-leading or internationally excellent）。
該校曾三度獲得女王週年獎。94%的學生在畢業六個月內即可找到工作。

## 校史

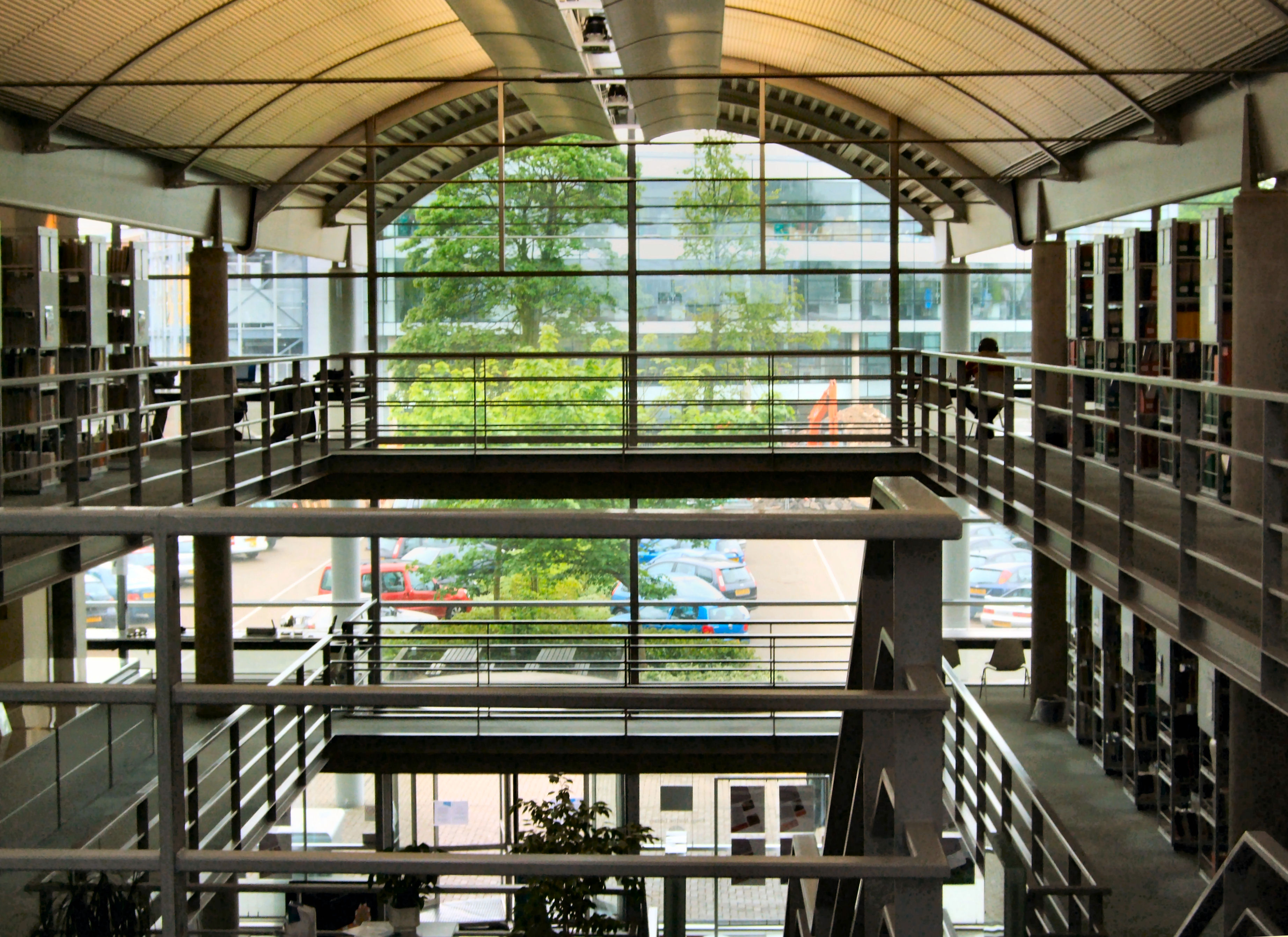
圖書館內景

該大學始建於1946年，當時稱航天學院（College of Aeronautics），位於原空軍基地RAF Cranfield。1967年向英國樞密院請願改名為克蘭菲爾德技術學院（Cranfield Institute of Technology）。
1962年國家農業工程學院（National College of Agricultural Engineering）在锡尔索成立，60年代間兩學院合併，國家農業工程學院也搬遷至克蘭菲爾德，不過該學院已經在2007年停止辦學。
1969年，在皇家憲章的認證下，克蘭菲爾德技術學院（Cranfield Institute of Technology）正式成立，開始頒發自己的畢業證書。
1993年根據皇家憲章改現名。2003年皇家陸軍學院承認其上一切畢業生的文憑資格。

## 校區與院系設置

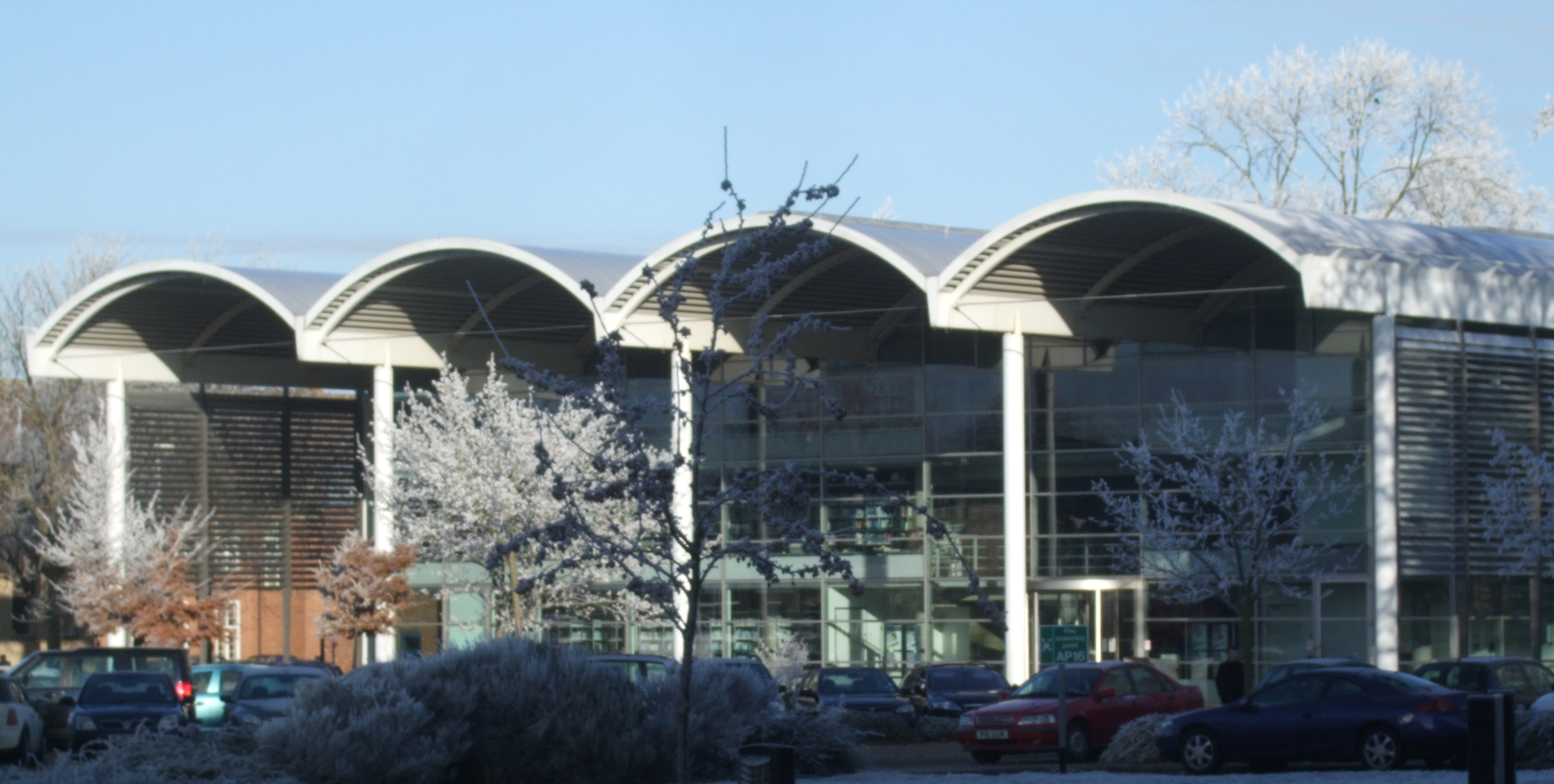
大學圖書館

### 克蘭菲爾德校區
克蘭菲爾德校區(Cranfield campus)距離倫敦以北約50英里（80），靠近克蘭菲爾德村,約10分鐘車程就可以達到英國M1高速公路;30分鐘車程可達倫敦魯頓機場。附近最大的城鎮為米爾頓凱恩斯和貝德福德，一個小時內可從米爾頓凱恩斯搭乘火車至倫敦，北上可至英國第二大城市伯明罕。
1. 克蘭菲爾德管理學院 （页面存档备份，存于）（Cranfield School of Management）
2. 克蘭菲爾德航太、運輸與製造學院（School of Aerospace, Transport and Manufacturing）
- 航太分院 （页面存档备份，存于）
- 運輸系統分院 （页面存档备份，存于）
- 製造分院 （页面存档备份，存于）

3. 克蘭菲爾德能源、環境科技與農業食品學院（School of Energy, Environmental Technology and Agrifood）
- 能源分院 （页面存档备份，存于）
- 環境科技分院 （页面存档备份，存于）
- 農業食品分院 （页面存档备份，存于）

### 斯里文漢校區
斯里文漢校區（Shrivenham campus）位於倫敦以西約60英里（97），靠近斯里文漢村，距離牛津大學約20英里（32）。最近的城鎮為史雲頓6英里（10），位於英國M4高速公路線路上，為連接至倫敦的重要高速公路之一。
1. 克蘭菲爾德國防安全學院 （页面存档备份，存于）（Cranfield Defence and Security (CDS)）

### 技術園區
克蘭菲爾德大學科技園內有眾多企業，主要者為：
- Nissan European Technical Centre[10]
- Invar Systems Limited[11]
- Trafficmaster plc[12]
- St. Modwen

## 專業科目與商學院排名
QS世界大學排名
- 2023年 全球 物流與供應鏈管理碩士 第11名
- 2023年 全球 戰略營銷管理碩士 第17名
- 2023年 歐洲 MBA(full time) 第28名
- 2023年 全球 機械工程 第28名
- 2023年 全球 商業管理碩士 第32名
- 2023年 全球 金融管理碩士 第47名
- 2023年 全球 MBA(full time) 第87名
- 2023年 全球 石油工程 第51-100名

高等教育統計局(HSEA)排名
- 2020年 全球 航空航天工程 第1名
- 2020年 全球 交通運輸 第1名
- 2020年 全球 汽車工程 第1名

金融時報全球大學商科排名
- 2022年 英國 商學院 第11名
- 2021年 英國 商業管理碩士 第9名
- 2022年 英國 金融管理碩士(Pre-experience) 第8名
- 2022年 歐洲 商學院 第56名
- 2022年 全球 金融管理碩士(Pre-experience) 第44名
- 2021年 全球 商業管理碩士 第77名
- 2022年 英國 EMBA 第10名
- 2022年 全球 EMBA 第97名
- 2023年 全球 高階企業管理開放課程 第55名
- 2023年 全球 MBA(full time) 第88名
- 2020年 全球 高階企業管理客制課程 第49名

Eduniversal全球高等教育排名
- 2022年 全球 採購碩士 第1名
- 2022年 全球 設計思維碩士 第5名
- 2022年 英國 商學院 第10名(4星商學院)
- 2022年 全球 環境水源管理碩士 第16名
- 2022年 全球 商業環境管理碩士 第17名
- 2022年 全球 國際國防與安全碩士 第17名
- 2022年 全球 管理與企業永續發展碩士 第18名
- 2022年 全球 財金與管理碩士 第28名
- 2022年 全球 MBA 第30名
- 2022年 全球 EMBA 第38名
- 2022年 全球 策略行銷碩士 第41名
- 2022年 全球 供應鏈管理碩士 第56名
- 2021年 全球 商業智慧與策略碩士 第27名
- 2015年 全球 健康管理碩士 第22名

經濟學人全球MBA排名
- 2022年 英國 MBA(full time) 第10名
- 2022年 全球 MBA(full time) 第93名
- 2013年 全球 EMBA 第20名

彭博商業周刊全球MBA排名
- 2022-23年 歐洲 MBA(full time) 第17名

富比士全球最佳商學院排名
- 2015年 全球(非美國) 商學院 第10名

## 外部連結
- Cranfield University website （页面存档备份，存于）
- Cranfield Students Association （页面存档备份，存于）
- Cranfield School of Management （页面存档备份，存于）
- Cranfield Technology Park （页面存档备份，存于）

52°04′24″N 00°37′40″W / 52.07333°N 0.62778°W